# O clone
O clone (lett. "il clone") è una telenovela brasiliana prodotta da TV Globo. La sua trama è stata scritta da Glória Perez, la direzione generale è affidata a Jayme Monjardim, a Mário Márcio Bandarra, a Marcos Schechtman e a Marcello Travesso. Venne trasmessa dal 1º ottobre 2001 al 15 giugno 2002 come telenovela delle otto, cioè quella che mischia storie d'amore con tematiche sociali.

## Trama

### Prima fase
La storia inizia nel 1981. Leônidas Ferraz è un uomo d'affari vedovo che, non avendo molto tempo per la sua vita personale, si dedica completamente al lavoro. Lui ha due figli gemelli: Diogo e Lucas, due ragazzi identici a livello fisico ma con due personalità diverse. Jade è una ragazza musulmana che vive in Brasile con sua madre Salua. Dopo la morte della madre, Jade, appena diciottenne, si trasferisce a Fez, in Marocco da suo zio Alì, che si prende cura anche di un'altra sua nipote, Latiffa. Alì affida le sue due nipoti alla governante Zoraide, che tratta le ragazze come se fossero sue figlie.
Diogo e Lucas decidono di trascorrere qualche giorno in Marocco con il padrino di Diogo, lo scienziato Albieri. Qui i due fratelli conoscono nuovi amori: Diogo si innamora della bella Yvete, con cui passa una notte d'amore, mentre Lucas, entrando a casa di Alì, un grande amico di Albieri, vede Jade e se ne innamora, ma il loro amore verrà impedito dalle tradizioni islamiche. Perciò tra loro due nasce una relazione clandestina, e Jade progetta di fuggire in Brasile con Lucas. Intanto Diogo conosce il padre di Yvete, e così viene a sapere che lei è stata promessa ad un altro uomo. Allora Diogo decide di tornare in Brasile, dove muore in un incidente in elicottero. Lucas è ancora in Marocco e non sa nulla dell'incidente. Latiffa si sposa e si trasferisce in Brasile, e Jade riceve il permesso dallo zio di andare con lei e con Lucas. Tornati a Rio de Janeiro, i due si vogliono sposare, ma Leônidas non approva perché vuole che prima Lucas finisca l'università, e contemporaneamente viene a sapere della morte di suo fratello.
Jade, per non essere espulsa dalla sua famiglia per aver violato la morale islamica, decide di tornare in Marocco da suo zio Alì e accetta di sposare Said. Said dopo il matrimonio sa che lei aveva perso la verginità con un altro uomo, ma la accetta lo stesso tanto che per non suscitare sospetti macchia il lenzuolo facendo uscire sangue da un dito, ma anche se l'ha accettata ne soffre molto. Nonostante tutto, Lucas torna in Marocco, si incontrano di nuovo e progettano di fuggire. Così Jade per pagare il viaggio vende tutti gli gioielli d'oro regalati da Said. Jade arriva nel luogo dell'incontro in anticipo, Lucas ancora non era arrivato. Said decide di chiamare la polizia, che prende Jade con la forza, facendole perdere la sua collana e portandola a casa. Lucas, pensando che Dio abbia deciso di impedire la loro relazione, torna in Brasile e decide di dimenticarla.
Jade vive un matrimonio molto triste perché suo marito la tratta con freddezza e non la fa uscire di casa, e soffre ancora di più quando viene a sapere del matrimonio di Lucas con un'altra donna. Jade, in modo che Said possa chiederle il divorzio, diventa una cattiva moglie, e fa in modo che una ragazza seduca suo marito, ma lui scopre tutto. Inoltre deve sopportare Nazira, la sorella di Said, che la tormenta e la tratta come una schiava. Un giorno, trovando la cassaforte aperta, prende il passaporto e l'oro del marito e tenta di fuggire, ma viene scoperta. Intanto in Brasile, Albieri cerca di clonare Diogo, il suo sogno è di essere il primo scienziato a clonare un essere umano. Così Deusa, una donna sterile che vuole avere figli, fa una fecondazione artificiale con le cellule di Lucas, e partorirà un bambino di nome Leo. Albieri diventa padrino di Leo e migliore amico di Deusa, fino a quando lei decide di trasferirsi a Belém e lui rimane a Rio de Janeiro con la sua fedele assistente, Edna, per cui prova un amore platonico.

### Seconda fase
Passano 20 anni. Jade e Said hanno una figlia di nome Khadija. Jade si rende conto ormai che il suo amore con Lucas è impossibile e allora decide di non fuggire più. La sua unica amica è Zoraide. Said prende una seconda moglie di nome Ranya, una ragazza giovane da cui avrà un figlio. Jade farà di tutto in modo che suo marito le chieda il divorzio, ma fallisce. Lucas si sposò con Maysa, con cui ebbe una figlia di nome Mel. 20 anni dopo Mel ha problemi di tossicodipendenza insieme a due suoi amici, Nando e Regininha. Said va in Brasile per affari da Leonidas e porta con sé sua moglie Jade. Così Jade e Lucas si rincontrano, ma, finito il viaggio, Jade e Said torneranno in Marocco. Mel inizia a voler uscire dalla tossicodipendenza dopo essersi innamorata di Xande, una sua guardia di sicurezza assunta da Leônidas, all'inizio lo odiava ma poi se ne innamorò. Rimarrà incinta di lui, ma, a causa dell'uso di sostanze stupefacenti, lo perde. Maysa, sua madre cerca di aiutarla anche con il sostegno di Clarice, la madre di Nando.
Leo, figlio di Deusa identico a Lucas, accompagna il suo amico Albieri in Marocco da Alì. Lì Leo conosce Jade e se ne innamora, proprio come successe con Lucas vent'anni prima. Latiffa è sposata da vent'anni con Mohammed, fratello di Alì, con il quale ha avuto due figli: Samira e Amin. Quando vanno a vivere in Brasile, a casa di Nazira, sorella di Mohammed e di Said, nella sua famiglia vi è uno shock culturale. Latiffa, al contrario di Jade, è una donna tradizionalista che accetta di sposarsi col marito impostagli dallo zio. Nazira ha una relazione platonica con Miro. Samira, cresciuta in Brasile, è come Jade, cioè rifiuta le tradizioni islamiche. Si innamora del suo compagno di classe Zé Roberto, nasconde ai genitori la sua prima mestruazione per non portare il velo. Khadija, al contrario, indossa il velo e rispetta le tradizioni islamiche, è la migliore amica di Samira. Dona Jura, madre di Xande, è una donna molto divertente. Lei è innamorata di Tião, un uomo che possiede un bar che si trova a São Cristovão, nei sobborghi di Rio de Janeiro, e ha due amici di nome Ligeirinho e Raposão.

### Finale
Jade decide di abbandonare Said e liberarsi dalla sua dominazione per vivere felice con Lucas. Sua figlia Khadija, come previsto dalla legge islamica, rimane col padre. Said dopo essersi infuriato perdona Jade. Leo e Albieri spariscono misteriosamente tra le dune del deserto del Sahara, a causa di una tempesta di sabbia. Mel e Nando riescono a liberarsi dalla tossicodipendenza, mentre Regininha sparisce misteriosamente, loro due aprono una clinica per tossicodipendenti che porterà il nome dell'amica scomparsa. Leônidas si sposa con Yvete con cui avrà due gemelli. Zoraide si sposa con Alì. Nazira continua a sognare Miro con abito arabo e con un cavallo bianco alato. Said sposa Zuleika, ex pretendente di Mohammed. Amina, sorella di Ranya, si sposa con un ricco mercante. Mohammed ritiene che Zé Roberto possa diventare un buon musulmano e un buon marito per la figlia Samira, e potrà cambiare cultura e religione, perché quando c'è l'amore, non può essere impedita da nessuna cultura.

## Ambientazione
La telenovela è ambientata a São Cristóvão, a Rio de Janeiro, e in alcuni luoghi in Arabia e in Marocco.

## Cast
| Attore / Attrice       | Personaggio                               |
| ---------------------- | ----------------------------------------- |
| Giovanna Antonelli     | Jade El Adib Rachid                       |
| Murilo Benício         | Lucas Ferraz                              |
| Murilo Benício         | Diogo Ferraz †                            |
| Murilo Benício         | Edvaldo Leandro "Léo" Moura da Silva      |
| Daniela Escobar        | Maysa Assunção Ferraz                     |
| Débora Falabella       | Melissa "Mel" Assunção Ferraz             |
| Juca de Oliveira       | Dr. Augusto Albieri                       |
| Vera Fischer           | Yvete Simas de Oliveira Ferraz            |
| Reginaldo Faria        | Leônidas Ferraz                           |
| Adriana Lessa          | Deusa Moura da Silva                      |
| Dalton Vigh            | Said Rachid                               |
| Stênio Garcia          | Ali El Adib                               |
| Eliane Giardini        | Nazira Rachid                             |
| Letícia Sabatella      | Latiffa El Adib Rachid                    |
| Antonio Calloni        | Mohamed Rachid                            |
| Cristiana Oliveira     | Alicinha (Alice Maria Ferreira das Neves) |
| Carla Diaz             | Khadija Rachid                            |
| Sthefany Brito         | Samira El Adib Rachid                     |
| Jandira Martini        | Zoraide                                   |
| Marcello Novaes        | Alexandre "Xande" Cordeiro                |
| Ruth de Souza          | Mocinha da Silva                          |
| Nívea Maria            | Edna Albieri                              |
| Neuza Borges           | Dalva                                     |
| Solange Couto          | Jurema "Doña Jura" Cordeiro               |
| Cissa Guimarães        | Clarisse                                  |
| Marcos Frota           | Escobar                                   |
| Osmar Prado            | Lobato                                    |
| Victor Fasano          | Otávio Valverde                           |
| Beth Goulart           | Lidiane Valverde                          |
| Luciano Szafir         | Zein                                      |
| Nívea Stelmann         | Ranya Rachid                              |
| Thiago Fragoso         | Nando Escobar                             |
| Thaís Fersoza          | Telma Valverde                            |
| Sérgio Marone          | Maurício Valverde                         |
| Elizângela             | Noêmia                                    |
| Viviane Victorette     | Regina da Costa                           |
| Raul Gazolla           | Miro                                      |
| Françoise Forton       | Simone                                    |
| Juliana Paes           | Karla                                     |
| Mara Manzan            | Odete                                     |
| Roberto Bonfim         | Edvaldo                                   |
| Perry Salles           | Mustafá Rachid                            |
| Sebastião Vasconcellos | Tio Abdul Rachid                          |
| Thiago Oliveira        | Amin El Adib Rachid                       |
| Carolina Macieira      | Sumaya Rachid                             |
| Totia Meireles         | Laurinda Albuquerque                      |
| Guilherme Karan        | Raposão                                   |
| Eri Johnson            | Ligeirinho                                |
| Myrian Rios            | Anita                                     |
| Murilo Grossi          | Júlio                                     |
| Thalma de Freitas      | Carol                                     |
| Marcelo Brou           | Pitoco                                    |
| Léa Garcia             | Lola da Silva                             |
| Francisco Cuoco        | Padre Matiolli                            |
| Tânia Alves            | Norma                                     |
| Ingra Lyberato         | Amina                                     |
| Sílvio Guindane        | Basílio                                   |
| Christiana Kalache     | Aninha                                    |
| Maria João Bastos      | Amália                                    |
| Jayme Periard          | Rogê                                      |
| Antônio Pitanga        | Tião                                      |
| Jackie Vera            |                                           |
| Michelle Franco        | Michelle                                  |
| Milena Paula           | Milena                                    |
| Eduardo Martini        | Cotia                                     |
| Eduardo Canuto         | Gasolina                                  |
| Luá Ubacker            | Duda                                      |
| Aimée Ubacker          | Aimée                                     |
| Andressa Koetz         | Soninha                                   |

## Audience
Questa telenovela ebbe molto successo tra i telespettatori brasiliani, tanto che alcune sue puntate arrivavano a superare il 70% di share.

## Trasmissione negli altri paesi
O clone venne esportato in 91 paesi. Nel 2010 Telemundo, rete televisiva statunitense dedicata ai telespettatori di lingua spagnola, creò un remake di questa telenovela di nome El clon.